# Szics–2–30
A Szics–2–30 (cirill betűkkel: Січ-2-30) ukrán kisméretű földfigyelő műhold, amelyet 2022. január 13-án indítottak Cape Canaveralból, a SpaceX Falcon 9-es hordozórakétájával. A műholdat a Pivdenne tervezőiroda fejlesztette ki, irányítórendszerét a Hartron-Arkosz cég készítette. A műhold fő műszere egy 7 m terepi felbontású multispektrális szkenner, amelynek sávjai a látható fényt és a közeli infravörös tartományt fedik le. A szolgáltatott adatok az EU Copernicus földmegfigyelési programjában is elérhetőek lesznek.
A műhold eredeti jelzése Szics–2–1 volt. Ezt 2021. február 2-án Volodimir Zelenszkij elnök javaslatára Szics–2–30-ra változtatták, miután az indítását Ukrajna függetlenségének 30. évfordulójára, 2021-re tervezték. Ez a terv a csúszások miatt nem valósult meg, az indításra csak 2022 elején került sor. Ez a negyedik űrbe juttatott ukrán műhold, valamint a 2011-ben pályára állított Szics–2 utáni tízéves szünetet követően újraindított ukrán űrprogram első műholdindítása. Egyúttal az első olyan űreszköz is, amelyben a kifejlesztést, gyártást és indítást is figyelembe véve semmilyen orosz közreműködés nem volt. A műhold kifejlesztésének költsége 245 milliárd hrivnya volt, a SpaceX által végzett pályára állítás 2 millió USD-be került.
A műhold kifejlesztését 2013-ban kezdte el a dnyiprói Pivdenne tervezőiroda a Szics–2 utódaként, miután az 2012-ben befejezte a működését. Az új műhold ugyanazon az MSZ–2–8 platformon alapult, mint elődje. 2015-ben kezdték el az építését, amely 2019. december 26-án fejeződött be. 2021-ben elvégezték a műhold rendszereinek a tesztelését, ez a folyamat december 1-én fejeződött be. Közben, 2021 áprilisában a Pivdenne tervezőiroda és a SpaceX szerződést kötött a műhold decemberi pályára állítására. Az indítás időpontját azonban 2021 októberében a következő év elejére, 2022. január 10-re módosították. A műhold 2021. december 22-én érkezett meg repülőgépen Miamibe. Az indításra végül további módosítást követően 2022. január 13-án került sor a SpaceX Transporter–3 missziója keretében, amely a SmallSat Rideshare Program harmadik indítása volt (A Szics–2–30-assal együtt 110 műholdat állítottak pályára). A rakétaindításnál a Falcon 9 Block 5 hordozórakéta újrafelhasználható első fokozatát 10. alkalommal használták.
A műhold a Hmelnickiji területen található Dunajivciben működő irányítóközponttal tartja kapcsolatot.